# Burton Joyce
Burton Joyce est une paroisse civile et un village du Nottinghamshire, en Angleterre.